# Szerhij Andrijovics Krivcov
Szerhij Andrijovics Krivcov (cirill betűkkel: Сергій Андрійович Кривцов; Zaporizzsja, 1991. március 15. –) visszavonult ukrán válogatott labdarúgó, hátvéd.

## Pályafutása

### Klubcsapatokban
Krivcov az ukrajnai Zaporizzsja városában született. Az ifjúsági pályafutását a helyi Metalurh Zaporizzsja akadémiájánál kezdte.
2007-ben mutatkozott be a Metalurh Zaporizzsja felnőtt keretében. 2010-ben az első osztályban szereplő Sahtar Doneckhez igazolt. 2023. január 31-én kétéves szerződést kötött az észak-amerikai első osztályban érdekelt Inter Miami együttesével. Először 2023. február 26-án, a Montréal ellen hazai pályán 2–0-ás győzelemmel zárult bajnokin lépett pályára és egyben megszerezte első gólját is a klub színeiben.

### A válogatottban
Krivcov az U16-ostól az U21-esig szinte minden korosztályú válogatottban képviselte Ukrajnát.
2011-ben debütált a felnőtt válogatottban. Először a 2011. szeptember 6-ai, Csehország ellen 4–0-ra elvesztett mérkőzésen lépett pályára.

## Statisztikák
2024. augusztus 4. szerint

| Klub          | Szezon   | Osztály      | Bajnokság | Bajnokság | Kupa és Ligakupa | Kupa és Ligakupa | Nemzetközi | Nemzetközi | Összesen | Összesen |
| Klub          | Szezon   | Osztály      | Meccs     | Gól       | Meccs            | Gól              | Meccs      | Gól        | Meccs    | Gól      |
| ------------- | -------- | ------------ | --------- | --------- | ---------------- | ---------------- | ---------- | ---------- | -------- | -------- |
| Sahtar Doneck | 2010–11  | Premjer Liha | 2         | 0         | 0                | 0                | —          | —          | 11       | 1        |
| Sahtar Doneck | 2011–12  | Premjer Liha | 4         | 0         | 0                | 0                | —          | —          | 4        | 0        |
| Sahtar Doneck | 2012–13  | Premjer Liha | 12        | 1         | 0                | 0                | —          | —          | 12       | 1        |
| Sahtar Doneck | 2013–14  | Premjer Liha | 19        | 2         | 4                | 0                | 1          | 0          | 24       | 2        |
| Sahtar Doneck | 2014–15  | Premjer Liha | 17        | 3         | 2                | 0                | 2          | 0          | 21       | 3        |
| Sahtar Doneck | 2015–16  | Premjer Liha | 7         | 0         | 3                | 0                | 3          | 0          | 13       | 0        |
| Sahtar Doneck | 2016–17  | Premjer Liha | 6         | 0         | 3                | 0                | 4          | 2          | 13       | 2        |
| Sahtar Doneck | 2017–18  | Premjer Liha | 13        | 2         | 2                | 0                | 1          | 0          | 16       | 2        |
| Sahtar Doneck | 2018–19  | Premjer Liha | 21        | 0         | 5                | 0                | 6          | 0          | 32       | 0        |
| Sahtar Doneck | 2019–20  | Premjer Liha | 23        | 2         | 2                | 0                | 12         | 0          | 37       | 2        |
| Sahtar Doneck | 2020–21  | Premjer Liha | 12        | 1         | 2                | 0                | 4          | 0          | 18       | 1        |
| Sahtar Doneck | 2021–22  | Premjer Liha | 7         | 0         | 2                | 0                | 4          | 0          | 13       | 0        |
| Sahtar Doneck | 2022–23  | Premjer Liha | 9         | 0         | 0                | 0                | 2          | 0          | 11       | 0        |
| Sahtar Doneck | Összesen | Összesen     | 152       | 11        | 25               | 0                | 39         | 2          | 216      | 13       |
| Inter Miami   | 2023     | MLS          | 26        | 1         | 4                | 0                | 7          | 0          | 37       | 1        |
| Inter Miami   | 2024     | MLS          | 23        | 1         | 0                | 0                | 3          | 0          | 26       | 1        |
| Összesen      | Összesen | Összesen     | 201       | 13        | 29               | 0                | 49         | 2          | 279      | 15       |

### A válogatottban
| Válogatott | Év       | Pályára lépés | Gól |
| ---------- | -------- | ------------- | --- |
| Ukrajna    | 2011     | 1             | 0   |
| Ukrajna    | 2016     | 1             | 0   |
| Ukrajna    | 2017     | 2             | 0   |
| Ukrajna    | 2018     | 5             | 0   |
| Ukrajna    | 2019     | 7             | 0   |
| Ukrajna    | 2020     | 3             | 0   |
| Ukrajna    | 2021     | 11            | 0   |
| Ukrajna    | 2022     | 1             | 0   |
| Ukrajna    | 2023     | 3             | 0   |
| Összesen   | Összesen | 34            | 0   |

## Sikerei, díjai
Sahtar Doneck
- Premjer Liha
  - Bajnok (9): 2010–11, 2011–12, 2012–13, 2013–14, 2016–17, 2017–18, 2018–19, 2019–20, 2021–22
  - Ezüstérmes (3): 2014–15, 2015–16, 2020–21

- Ukrán Kupa
  - Győztes (7): 2010–11, 2011–12, 2012–13, 2015–16, 2016–17, 2017–18, 2018–19
  - Döntős (2): 2013–14, 2014–15

- Ukrán Szuperkupa
  - Győztes (7): 2010, 2012, 2013, 2014, 2015, 2017, 2021
  - Döntős (5): 2011, 2016, 2018, 2019, 2020

Inter Miami
- US Open Cup
  - Döntős (1): 2023

- Leagues Cup
  - Győztes (1): 2023